# Clan MacIntyre

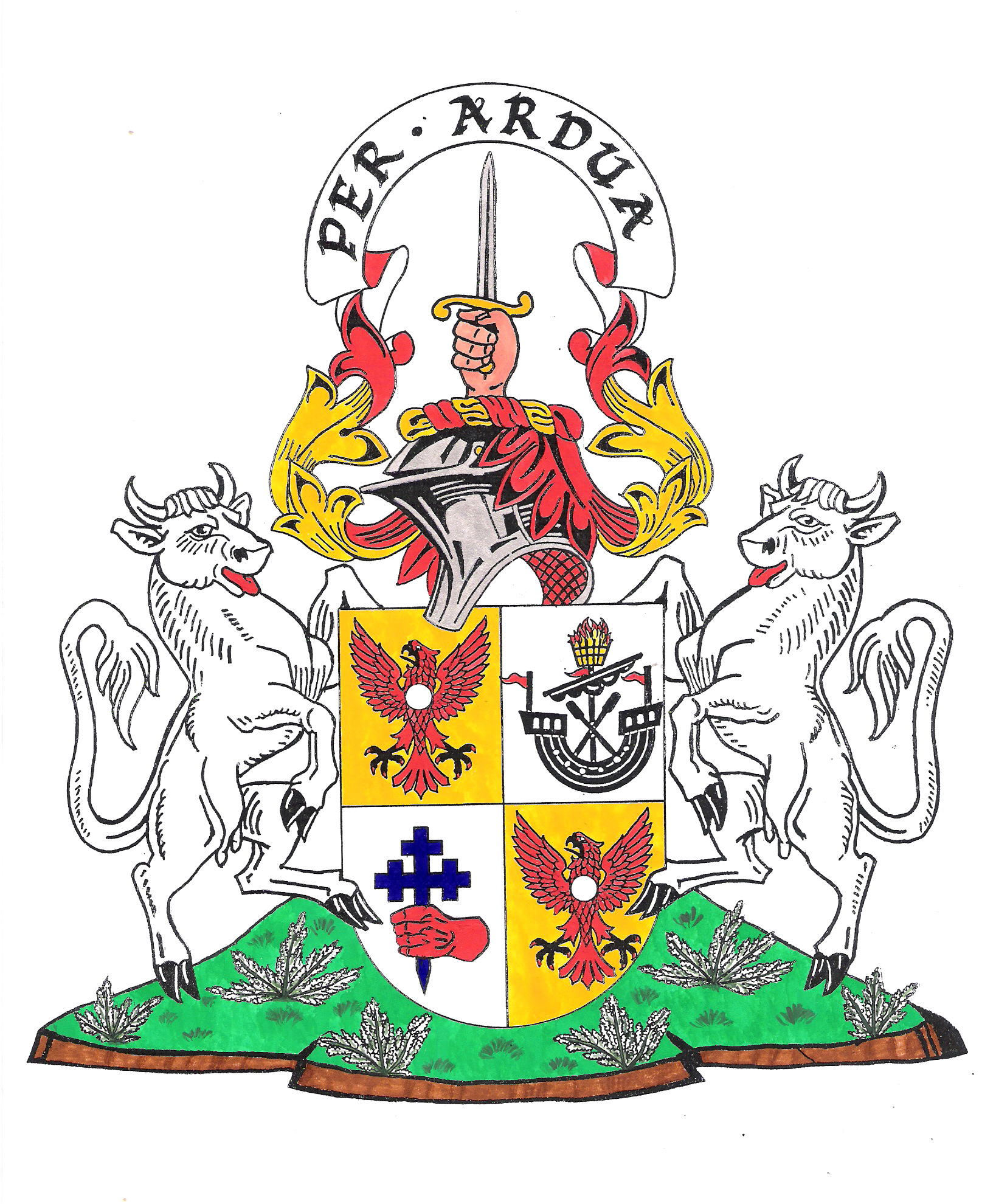
Emblema del Clan MacIntyre. Lema: Per ardua (A través de las penurias o las dificultades). Grito de guerra: "Cruachan" (Ben Cruachan, una montaña, cerca del loch Awe).

El clan MacIntyre es un clan escocés. El nombre MacIntyre (del lenguaje gaélico Mac an t-Saoir), significa "hijo de carpintero". Aunque no existe documentación de la historia del clan, pero es comúnmente dicho que desciende de Maurice Mac Neil, un sobrino de Somerled, el 12.º gran líder de los escoceses gaélicos. A través de una ingeniosa estrategia, Maurice aseguró el matrimonio de Somerled a la hija del Rey de Mann y de las islas, aumentando así los territorios de Somerled. 
Los primeros jefes de los clanes registrados emergen hasta el siglo XVII. Según la tradición habían ocupado el terreno en Glen Noe durante siglos. En 1806, sin embargo, el jefe se vio obligado a renunciar a Glen Noe debido a la incapacidad para cumplir con los pagos. Él y su familia posteriormente emigraron a Estados Unidos.
Los MacIntyres participaron en campañas militares durante la revolución inglesa en Escocia y el levantamiento jacobita de 1745 a 1746, pero no operaban de manera independiente. Los miembros del clan sirvieron como silvicultores hereditarios a los Señores de Lorne y como gaiteros hereditarios a los jefes de clan Menzies y los MacDonald de Clanranald. Tal vez el más ilustre miembro del clan, Duncan Ban MacIntyre, es considerado como uno de los mejores poetas gaélicos.

## Orígenes
El nombre MacIntyre (en gaélico escocés: Mac an t-Saoir), significa "hijo de carpintero", o "hijo de artesano". Iain Moncreiffe señala que algunos consideran que el nombre sea un nombre comercial, equivalente a los nombres de Gow (smith) o MacNair ("hijo del heredero") y atributos de la existencia del apellido en diversas partes de Escocia al hecho de que el nombre significa el descenso de varias personas que eran trabajadores de la madera.
En 1990, la autoridad heráldico de Escocia, el rey de señor Lyon de armas, reconoció MacIntyre de Glenoe como Jefe del nombre y armas del nombre "MacIntyre". Aunque varios trabajos mencionan un libro llamado "Libro Negro de Glen Noe", ahora perdido, que se dice habría contenido la historia del clan MacIntyre, no hay constancia documentada de los orígenes del clan descubiertos. Hay varios relatos que pretenden identificar su fundador y explicar su nombre. La historia se repite con mayor frecuencia a los MacIntyres de Somerled, que vivieron en el siglo XII y descrito como "uno de los más grandes reyes guerreros nacidos de los gaélicos de Alba (Escocia)". Una figura ambiciosa, casi desde el principio, Somerled buscó la mano de Ragnhilda, hija del rey Olav "El Rojo", los nórdicos rey de Man y las Islas. La historia de cómo, después de haber sido rechazado inicialmente por el magnate de la isla, Somerled tendría éxito a través del sigilo de uno de sus parientes, se registra en la historia de MacDonald de Sleat.
Según este relato, Somerled aceptó unirse a Olav en una expedición para atacar a Skye. La noche antes de partir, sin embargo, un carpintero de barcos conocido como Maurice Mac Neil (el segundo nombre a veces dado como MacNiall o MacArill), según algunas versiones sobrino de Somerled, perforó en secreto agujeros en el casco de la nave de Olav, usando sebo y manteca para sellarlos temporalmente. Al entrar en mar abierto el sebo fue arrastrado por las olas y el barco del rey comenzó a ganar rápidamente agua. A partir de ese momento los descendientes de Maurice fueron llamados "MacIntyres", "hijos de carpinteros (o Shipwrights)".
El codiciado matrimonio tendría lugar en 1140. Una línea de descendientes de Somerled de apellido MacDonald sería conocida como reyes y señores de las Islas y durante varios siglos lidiarían con la monarquía escocesa por el control de una gran parte del noroeste de Escocia.
Otro relato, sostiene que el nombre surgió de la desgracia de un marinero a flote. En esta versión el fundador del clan, a veces identificado como el hijo de uno de los señores de las Islas, se corta el dedo con el fin de tapar una gotera en su barco que se hunde.
El hogar original del clan MacIntyre es también un tema de conjetura. Se concuerda que el clan se levantó en las Islas Hébridas, al oeste del continente escocés. La historia de cómo el clan se abrió camino a la península y se instaló a lo largo de la orilla del lago Etive en las inmediaciones de Ben Cruachan está rodeado de nuevo en mitos y la magia. Después de probar su perseverancia y coraje el espíritu les dio instrucciones para que su nuevo hogar fuera donde la vaca blanca en su hato se echara a descansar primero . Este sitio fue conocido como Glen Noe.

## Historia

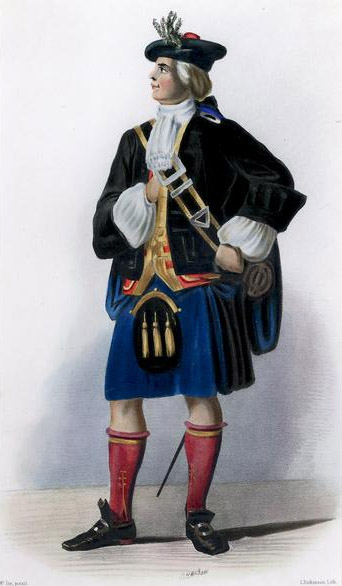
Una pintura romántica de un miembro de un clan MacIntyre ilustrado por RR McIan.

Muchos relatos cuentan que en algún momento en el siglo XIII los MacIntyres se convirtieron en silvicultores para los Señores de la Lorne; un cargo hereditario en el que continuaron en el territorio hasta que, posteriormente, pasó del clan MacDougall al clan Stewart y finalmente a los Campbell.
Después de instalarse en Glen Noe, se dice que los jefes han mantenido la tierra por siglos. Aunque supuestamente poseen la propiedad absoluta en un principio, en general se acepta que en alguna fecha incierta, adquirieron una obligación feudal de los Campbell de Breadalbane. En un principio, esto suponía sólo un pago simbólico. La tradición lo identifica como una bola de nieve, a una temperatura de verano y un becerro blanco asesinado y compartido por arrendador y arrendatario, como muestra de la estima mutua.
Los primeros jefes de los clanes registrados no emergen sino hasta el siglo XVII. El primer jefe es Duncan, quien se casó con María, hija de Patrick Campbell, de Barcaldine. Murió en 1695 y está enterrado en el priorato de Ardchattan.
De esta época viene un relato tradicional de que la casa del jefe de MacIntyre fue salvada por los lazos del clan de los MacDonald. Al momento de la Revolución inglesa en Escocia, las fuerzas de James Graham, primer marqués de Montrose, habían despedido a Inveraray y se marchó hacia el norte hasta la zona de Glen Noe. Como inquilino de los Campbell, el jefe fue considerado un opositor de la facción realista, que sirvió a Montrose. El jefe, sin esperar misericordia, huyó. Como parte de su campaña, las tropas reales estaban bajo órdenes de destruir todas las casas en el barrio y comenzaron por prender fuego a la casa del jefe. El comandante de los hombres de Montrose, Sir Alexander MacDonald extinguió el fuego antes de que se esparciera y mandó a decir al jefe que su propiedad había sido perdonada en reconocimiento de los servicios que fundador del clan había realizado en idear el matrimonio de Somerled, antepasado de los MacDonalds a Ragnhilda medio milenio antes.
Muchos MacIntyres se sumaron al ejército de MacDonald incluyendo al gaitero del jefe. El jefe, sin embargo, estuvo con Campbell de Argyll en la batalla de Inverlochy en febrero de 1645 cuando los Campbell fueron sorprendidos por las fuerzas de Montrose y derrotados.
Se dice que al momento del levantamiento jacobita de 1745 el jefe de MacIntyre, James (nacido en 1727), se habría unido a los clanes de reunión con el príncipe Charles Edward Stuart, pero fue disuadido de hacerlo por su esposa, quien era una Campbell, y sus vecinos. Su lealtad a los Campbell se profundizó aún más por el hecho de que sus estudios de derecho habían sido patrocinados por John Campbell. No obstante, muchos MacIntyres estaban en el regimiento del clan de Stewart de Appin en la campaña de 1745 a 1746, pero que no sirvieron como independientes.
En 1806, el jefe se vio obligado a renunciar a la tenencia de Glen Noe debido a la incapacidad para cumplir con los pagos. El jefe y su familia emigraron a los Estados Unidos, donde la familia continua residiendo. Aunque las identidades de los jefes siempre eran conocidas por los miembros del clan, la jefatura del clan no fue reconocida oficialmente por las autoridades escocesas hasta 1991, cuando el escudo de armas de James Wallace MacIntyre de Glenoe fue confirmada por el Señor Lyon, Rey de Armas. El actual jefe del clan es Donald Russell MacIntyre de Glenoe. 
Los jefes MacIntyre conservan su membresía al   consejo permanente de jefes escoceses.

## Gaiteros, poetas y bardos
Los MacIntyre de Rannoch, eran gaiteros herederos del clan Menzies y compusieron alguna de la música de ese clan. Proporcionaron gaiteros hereditarios a los MacDonalds de Clanranald, y conmemoraron la batalla de Sheriffmuir atribuida a uno de estos MacIntyres.
En el siglo XVIII dos miembros del clan ganaron un respeto considerable de su poesía gaélico-escocesa. James, el poeta en jefe, (1727-1799) es recordado por su sátira mordaz que compuso en gaélico en respuesta a Samuel Johnson, el enciclopedista Inglés, que había hecho comentarios despectivos sobre los escoceses en su famoso viaje a las Hébridas.

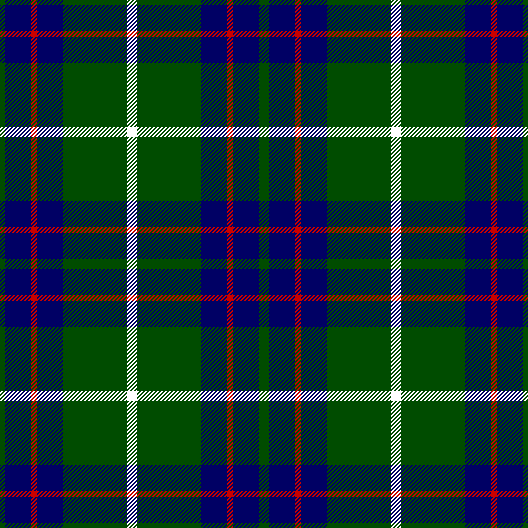
Tartán de caza de los MacIntyre.

El poeta en jefe se encontraría eclipsado por uno de sus propios parientes. Nacido el 20 de marzo de 1724, en Druimliaghart, Glenorchy, Argyllshire, Duncan Ban MacIntyre se conocería por sus compatriotas como el "Duncan Fair de las canciones". Un historiador lo describió como "uno de los mejores en el verso gaélico del siglo". Algunos lo han llamado el "Robert Burns de tierras altas". Su trabajo fue descrito como poseedor de" una originalidad de la concepción sin igual, y con el flujo de la lengua ". Sin embargo, sus biógrafos han acordado que él era totalmente un analfabeta.
Su obra más aclamada críticamente es "El elogio de Ben Dorain", pero él es bien conocido por sus comentarios poéticos sobre los acontecimientos contemporáneos. En el levantamiento jacobita de 1745 (que intentaba volver la Casa de Estuardo al trono de Escocia e Inglaterra), Duncan luchó del lado de Hannover y compuso una canción humorística, después de perder su espada prestada en la batalla de Falkirk en enero de 1746. A raíz de ese levantamiento, compuso un poema para atacar la parte de la ley que prohíbe el uso del traje de la montaña y fue encarcelado brevemente. Cuando se derogó la prohibición contra el uso de la falda escocesa , compuso otro poema, titulado "Orain na Briogas" o "canción de los pantalones cortos".
Fue nombrado bardo por la Highland Society de Londres y fue tan estimado que en sus últimos años se permitió que los niños pudieran verlo después de clases cuando viajaba a sus comunidades. Murió el 6 de octubre de 1812. En 1859, un monumento a la memoria de Duncan Ban MacIntyre (descrito en la prensa contemporánea como "el estilo de la arquitectura druida") fue erigido cerca de Dalmally a la cabeza del loch Awe.

## Otras familias de MacIntyre y grupos
Camus-na-h-erie:
En 1955, Alastair MacIntyre de Camus-na-h-erie registró armas en el Tribunal de Lyon como cadete de la casa de MacIntyre, aunque con un escudo significativamente diferente de la que posteriormente dado al jefe del clan en 1991.
Esta rama de la familia afirma descender de Patrick, un hijo de un jefe de Glenoe. La familia se estableció en las orillas del lago Leven Inverness-shire en Camus-na-h-erie. John Macintyre de Camus-na-h-erie, el décimo de su linaje, luchó en el bando jacobita en el 1745 y fue herido en la batalla de Falkirk. Se reportó que nueve miembros de MacIntyre de Camus-na-h-erie fueron prisioneros en 1745. En el siglo XIX, la familia fue representada por el reverendo John MacIntyre, D.D. de Kilmonivaig.
Badenoch: Los MacIntyres de Badenoch se dicen que descendieron de un bardo tomado bajo protección del jefe del clan Mackintosh al final del siglo XV. Los MacIntyres Badenoch fueron un grupo constituyente del clan Chattan, una alianza de clanes encabezados por el jefe de Mackintosh que luchó en el bando jacobita en los levantamientos de 1715 y 1745.
Cladich: La pequeña aldea de Cladich sobre elloch Awe cerca de la carretera de Inveraray fue un centro de tejido y casi todos los habitantes eran MacIntyres. Una especialidad de la industria fue la manguera y las ligas de los hombres, que eran muy apreciados en ese momento por llevar con el vestido de Highland.

## MacIntyres de Irlanda
La relación de los MacIntyres en Escocia a los de Irlanda no es del todo clara. Dada la proximidad de los dos países y la similitud en el lenguaje, algunos MacIntyres escoceses se establecieron en Irlanda, sobre todo en el Úlster.
El Dr. Edward MacLysaght, autoridad en la genealogía irlandesa, no incluye MacIntyre como independiente en sus dos obras de las familias irlandesas. Más bien, él enumera MacIntyre, junto con Carpenter, Freeman, O'Seery y Searson en su entrada con el nombre "Macateer". Él específica que los MacIntyres de Irlanda se encuentran principalmente en el Úlster, y en el condado de Sligo. Al parecer, en opinión del Dr. MacLysaght, esos MacIntyres que son de ascendencia irlandesa eran originalmente "Macateers" que cambiaron sus nombres.

## Familia / Sept
Los "septs" son los nombres de familia asociados a un clan en particular. En el caso del clan MacIntyre, el apellido Wright, de origen escocés, se considera una forma inglesa del nombre. Otros apellidos asociados con el clan incluyen Glenoe, MacCoiseam, Tyrie (también Tyree) y MacTear.

## Perfil del clan
- Jefe: Donald Russell MacIntyre de Glenoe "Jefe del nombre y armas" de MacIntyre,[47]

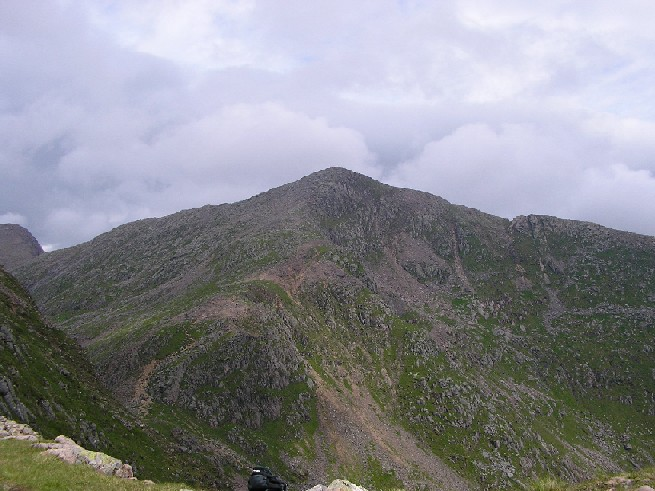
"Cruachan" (A mountain, Ben Cruachan) is the traditional MacIntyre war cry

- Armas: El escudo de armas consiste en un escudo dividido en cuatro partes. En la parte superior izquierda e inferior derecha, un águila roja con las alas extendidas. En la parte superior derecha muestra un barco con las velas plegadas, mientras que en la parte inferior izquierda una mano roja agarra una cruz azul. Una vaca, de pie en dos cascos, aparece a cada lado de la pantalla. El escudo está coronado con un casco de plata por encima del cual una mano agarra una daga | Escudo de armas del jefe del clan MacIntyre.[48]
- Lema: Per ardua (A través de las penurias o las dificultades).[48]
- Grito de guerra: "Cruachan" (Ben Cruachan, una montaña, cerca del loch Awe).[49][50]
- Música ambiental: "Tomaremos el buen y viejo camino"[51] (en gaélico escocés: Gabhaidh Sinn An Rathad Mór).
- Insignia del clan: Brezo blanco.[52][53]